# 那珂湊市

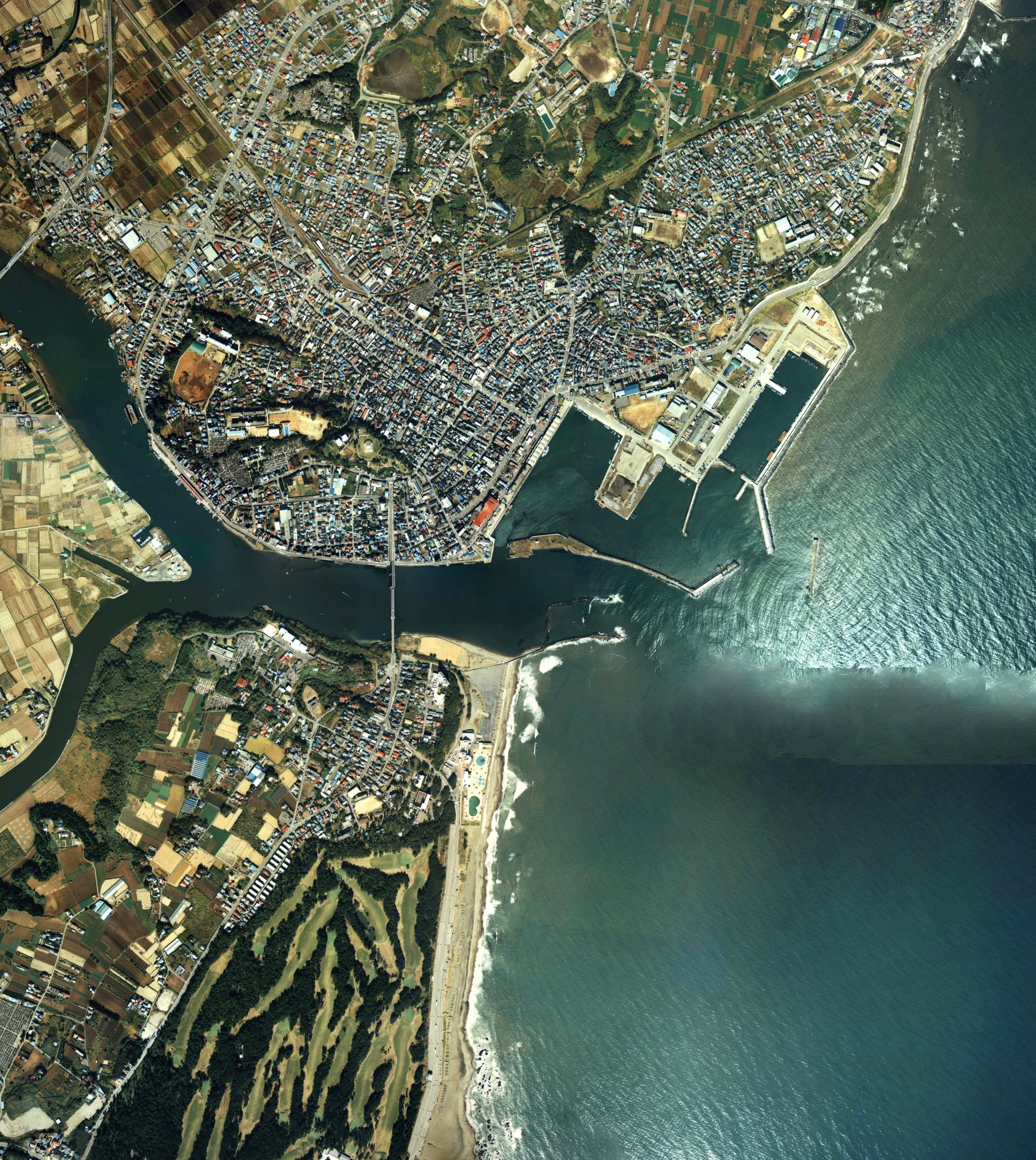
那珂湊漁港周辺の空中写真。那珂川と涸沼川の合流する河口付近に位置する。
1986年撮影の6枚を合成作成。。

那珂湊市（なかみなとし）は、かつて茨城県県央地域にあった市。1994年11月1日に勝田市と合併し、ひたちなか市となり消滅した。

## 地理
- 現在のひたちなか市の南東部に位置する。
- 太平洋に面しており、阿字ヶ浦海水浴場がある。
- 那珂川と涸沼川の合流する河口付近に位置する。

### 隣接していた自治体
- 茨城県
  - 水戸市
  - 勝田市
  - 那珂郡東海村
  - 東茨城郡大洗町

## 歴史

### 沿革・歴史
- 1889年（明治22年）4月1日 - 町村制施行、那珂郡湊町設置。
- 1913年（大正2年）12月25日 - 茨城交通湊線の那珂湊駅開業。
- 1939年（昭和14年）4月1日 - 湊町が町名を変更、那珂湊町となる[1]。変更理由は、同名の町[注釈 1]が他に存在しない町名にすることで、通信、交通、商取引における不便を解消するためである[2]。
- 1954年（昭和29年）
  - 3月30日 - 前渡村の一部を編入（残部は勝田町へ編入）。
  - 3月31日 - 那珂湊町が同郡平磯町を編入、即日市制施行して那珂湊市となる。
- 1947年（昭和22年）4月29日 - 焚き火の不始末が原因による大規模な火災が発生。負傷6人、焼失家屋1134戸[3]。
- 1971年（昭和46年） - 薄井与兵衛市長のリコールが成立。出直し市長選で薄井三郎が当選[4]。
- 1994年（平成6年）11月1日 - 勝田市と合併しひたちなか市となり、消滅。

### 行政区域変遷
※細かい境界の変遷は省略
- 変遷の年表

| 那珂湊市市域の変遷（年表） | 那珂湊市市域の変遷（年表） | 那珂湊市市域の変遷（年表） |
| 年                         | 月日                       | 旧那珂湊市市域に関連する行政区域変遷 |
| -------------------------- | -------------------------- | --- |
| 1889年（明治22年）         | 4月1日                     | 町村制施行に伴い、以下の町村がそれぞれ発足。 - 湊町 ← 湊村単独で町制施行 - 平磯町 ← 平磯村単独で町制施行 - 前渡村 ← 馬渡村・長砂村・足崎村・前浜村 |
| 1939年（昭和14年）         | 4月1日                     | 湊町が町名を変更、那珂湊町となる。 |
| 1954年（昭和29年）         | 3月30日                    | 前渡村の一部（前浜）は那珂湊町に編入。 |
| 1954年（昭和29年）         | 3月31日                    | 平磯町は那珂湊町に編入。 - 同日、那珂湊町は市制施行し那珂湊市になる。                                                                              |
| 1994年（平成6年）          | 11月1日                    | 那珂湊市は勝田市と合併し、ひたちなか市が発足。那珂湊市は消滅。                                                                                     |

- 変遷表

| 那珂湊市市域の変遷（※細かい境界の変遷は省略） | 那珂湊市市域の変遷（※細かい境界の変遷は省略） | 那珂湊市市域の変遷（※細かい境界の変遷は省略） | 那珂湊市市域の変遷（※細かい境界の変遷は省略） | 那珂湊市市域の変遷（※細かい境界の変遷は省略） | 那珂湊市市域の変遷（※細かい境界の変遷は省略） | 那珂湊市市域の変遷（※細かい境界の変遷は省略） | 那珂湊市市域の変遷（※細かい境界の変遷は省略） |
| 1868年 以前                                   | 1868年 以前                                   | 明治元年 - 明治22年                           | 明治22年 4月1日                               | 明治22年 - 昭和19年                           | 昭和20年 - 昭和64年                           | 平成元年 - 現在                               | 現在                                          |
| --------------------------------------------- | --------------------------------------------- | --------------------------------------------- | --------------------------------------------- | --------------------------------------------- | --------------------------------------------- | --------------------------------------------- | --------------------------------------------- |
|                                               | 湊村                                          | 湊村                                          | 湊町                                          | 昭和13年4月1日 那珂湊町に改称                 | 昭和29年3月31日 市制                          | 平成6年11月1日 ひたちなか市                   | ひたちなか市                                  |
|                                               | 六ヶ新田 の一部                               | 明治19年 平磯村                               | 平磯町                                        | 平磯町                                        | 昭和29年3月31日 那珂湊町に編入                | 平成6年11月1日 ひたちなか市                   | ひたちなか市                                  |
|                                               | 平磯村                                        | 明治19年 平磯村                               | 平磯町                                        | 平磯町                                        | 昭和29年3月31日 那珂湊町に編入                | 平成6年11月1日 ひたちなか市                   | ひたちなか市                                  |
|                                               | 前浜村                                        | 前浜村                                        | 前渡村 の一部                                 | 前渡村 の一部                                 | 昭和29年3月30日 那珂湊町に編入                | 平成6年11月1日 ひたちなか市                   | ひたちなか市                                  |

## 行政

### 歴代市長
特記なき場合『日本の歴代市長 : 市制施行百年の歩み』などによる。
| 代 | 氏名       | 就任                       | 退任                       | 備考         |
| -- | ---------- | -------------------------- | -------------------------- | ------------ |
| 1  | 宮原庄助   | 1954年（昭和29年）4月1日   | 1963年（昭和38年）4月30日  | 旧那珂湊町長 |
| 2  | 菊池丑松   | 1963年（昭和38年）5月1日   | 1963年（昭和38年）11月18日 |              |
| 3  | 薄井与兵衛 | 1963年（昭和38年）12月22日 | 1971年（昭和46年）6月20日  | リコール     |
| 4  | 薄井三郎   | 1971年（昭和46年）7月18日  | 1983年（昭和58年）7月17日  |              |
| 5  | 深川忠義   | 1983年（昭和58年）7月18日  | 1991年（平成3年）7月17日   |              |
| 6  | 根本甚市   | 1991年（平成3年）7月18日   | 1994年（平成6年）11月1日   | 廃止         |

## 教育

### 高等学校
- 茨城県立那珂湊第一高等学校
- 茨城県立那珂湊第二高等学校
- 茨城県立海洋高等学校

### 中学校
- 那珂湊市立那珂湊中学校
- 那珂湊市立平磯中学校
- 那珂湊市立阿字ヶ浦中学校

### 小学校
- 那珂湊市立湊第一小学校
- 那珂湊市立湊第二小学校
- 那珂湊市立湊第三小学校
- 那珂湊市立平磯小学校
- 那珂湊市立磯崎小学校
- 那珂湊市立阿字ヶ浦小学校

### 図書館
- 那珂湊市立図書館

## 交通

### 道路
- 一般国道
  - 国道245号
- 主要地方道
  - 茨城県道6号水戸那珂湊線
  - 茨城県道38号那珂湊那珂線
- 一般県道
  - 茨城県道108号那珂湊大洗線
  - 茨城県道176号中根平磯磯崎線
  - 茨城県道247号常陸海浜公園線
  - 茨城県道265号磯崎港線

### 鉄道
- 茨城交通（ → ひたちなか海浜鉄道）
  - ■湊線
    - 那珂湊駅 - 殿山駅 - 平磯駅 - 磯崎駅 - 阿字ヶ浦駅

## 港湾
- 那珂湊漁港
- 磯崎漁港

## 神社仏閣
- 堀出神社